# 乐章
乐章是一个由多个内部完整的部分组成的大的经典音乐作品（如交响乐、协奏曲等）中的一个完整的部分。在一部音乐作品中，各个乐章一般按分明不同的速度、风格和节拍而排列。乐章的题目一般说明其速度（如快板、慢板等）、风格（如“热情的快板”等）或形式（如“小步舞曲”等）。
经典交响乐的乐章排列是：
- 第一乐章：快板
- 第二乐章：慢板
- 第三乐章：小步舞曲
- 第四乐章：快板